# هکتور برنگول
هکتور برنگول (انگلیسی: Héctor Berenguel؛ زادهٔ ۱۱ اکتبر ۱۹۷۴) بازیکن فوتبال اهل اسپانیا است.
از باشگاه‌هایی که در آن بازی کرده‌است می‌توان به باشگاه فوتبال الچه، باشگاه ورزشی رئال مایورکا، باشگاه فوتبال سویا، و باشگاه فوتبال دپورتیوو لاکرونیا اشاره کرد.